# The Wonderful Country
The Wonderful Country (en España, Más allá de Río Grande; en México, Qué lindo es mi país) es una película estadounidense del género Western, rodada en 1959, basada en la novela homónima de Tom Lea, y ambientada en la frontera tejano-mexicana.

## Sinopsis argumental
Tras vengar la muerte de su padre y habiendo huido a México para evadir la persecución de la justicia,  Martin Brady trabaja comprando armas y municiones para el gobernador Cipriano Castro, lo que le obliga a cruzar la frontera hacia Tejas, donde en una de sus correrías resulta herido en una pierna. Una vez allí, todo se complicará.

## Acogida crítica
La película no fue un éxito comercial, y la crítica se dividió en su valoración artística. Mientras que una reseña del New York Times, la elogiaba como superior e inteligente, y la calificaba de gratificante producción, la revista Time la criticaba de forma muy ácida, tanto en el apartado guionístico como en la interpretación de su protagonista. Es recordada la bella partitura de Alex North para la película.
Se rodóíntegramente en México, en los estados de Guanajuato, Sonora, Chihuahua y Durango. 
La premier tuvo lugar el 21 de octubre de 1959.